# Język ponosakan
Język ponosakan (a. ponasakan, ponosaken, ponosokan ), także: belang, tou-bélang (a. toöembélang) – prawie wymarły język austronezyjski, który był używany w rejonie miasta Belang w indonezyjskiej prowincji Celebes Północny (w północno-wschodniej części wyspy Celebes).
Jest przedstawicielem języków filipińskich. Ze względu na swoją lokalizację bywa zaliczany do języków minahaskich (w ujęciu geograficznym). Niemniej jest wyraźnie bliżej spokrewniony z językiem mongondow bądź wręcz chodzi o jego dialekt. W 1925 r. N. Adriani określił go jako archaiczną odmianę mongondow. Spośród języków gorontalo-mongondow wyróżnia się konserwatywnym charakterem gramatyki i fonologii. Lud Ponosakan miał przybyć z regionu Mongondow, w okresie konfliktu między Minahasa a Mongondow; według miejscowego folkloru Mongondow i Ponosakan to siostrzane grupy etniczne, przy czym Mongondow wyemigrowali dalej na zachód.
Jego użytkownicy zamieszkiwali cztery główne miejscowości: Belang, Borgo, Buku i Tababo, a po części również wieś Molompar, którą dzielili z użytkownikami języka ratahan. Znalazł się pod presją malajskiego miasta Manado (lingua franca) i indonezyjskiego (wykorzystywanego w edukacji). Rozpowszechniły się małżeństwa mieszane, m.in. z grupami Gorontalo i Minahasa.
Wyniki badań z lat 80. XX w. sugerowały, że został w ogromnej mierze wyparty przez malajski (często służył wręcz jako tajny język starszego pokolenia). Według szacunków z 1991 r. miał wówczas 2 tys. użytkowników. W latach 90. wciąż pozostawał w użyciu, aczkolwiek w ograniczonym zakresie; o ile w dwóch wsiach posługiwały się nim jedynie osoby w podeszłym wieku (powyżej 60 lat), to w miejscowości Buku znały go także młodsze grupy wiekowe (30–40 lat), a według lokalnych doniesień wciąż bywał przekazywany dzieciom (przy czym nie zaobserwowano, by był szeroko używany). W 2007 r. J.W. Lobel ocenił, że ponosakan ma mniej niż 10 użytkowników, którzy potrafią formułować w nim zdania. W 2014 r. językiem tym władały cztery osoby, które zachowały dobrą jego znajomość. Według doniesień z 2024 r. kompetencje językowe młodszych grup wiekowych nie wykraczają poza opanowanie pewnego zbioru utartych wyrażeń w języku ponosakan.
Do osłabienia pozycji języka ponosakan przyczyniły się nasilone kontakty z innymi grupami etnicznymi i małżeństwa mieszane; procesowi temu towarzyszył zanik rodzimej kultury. W II poł. XX w. liczbę jego użytkowników szacowano na 2–5 tys. osób, jednak prawdopodobnie dane te są mało dokładne. Początków redukcji przekazu międzypokoleniowego można się doszukiwać w latach 20. i 30. XX w., na długo przed rozwojem szkolnictwa indonezyjskiego. Dostępne informacje sugerują, że już w latach 50. ponosakan nie był powszechnie przyswajany jako język ojczysty wśród etnicznej ludności Ponosakan.
Do pocz. XXI w. pozostawał bliżej nieopisany. Wiele dostępnych materiałów ogranicza się właściwie do danych leksykalnych, istnieje także mało obszerny opis fonologiczny z 1991 r.  Również sama społeczność Ponosakan rzadko kiedy była wzmiankowana w zapiskach historycznych. Od 2007 r. badania nad tym językiem prowadził J.W. Lobel, który opisał pewne aspekty jego gramatyki wraz z omówieniem fonologii oraz sytuacji socjolingwistycznej . Lokalnie podjęto działania na rzecz dokumentacji i rewitalizacji ponosakan, m.in. poprzez opracowanie materiałów leksykograficznych i wprowadzenie podstaw języka do programu szkolnego (od 2024 r.).